# Asa Wright Nature Centre

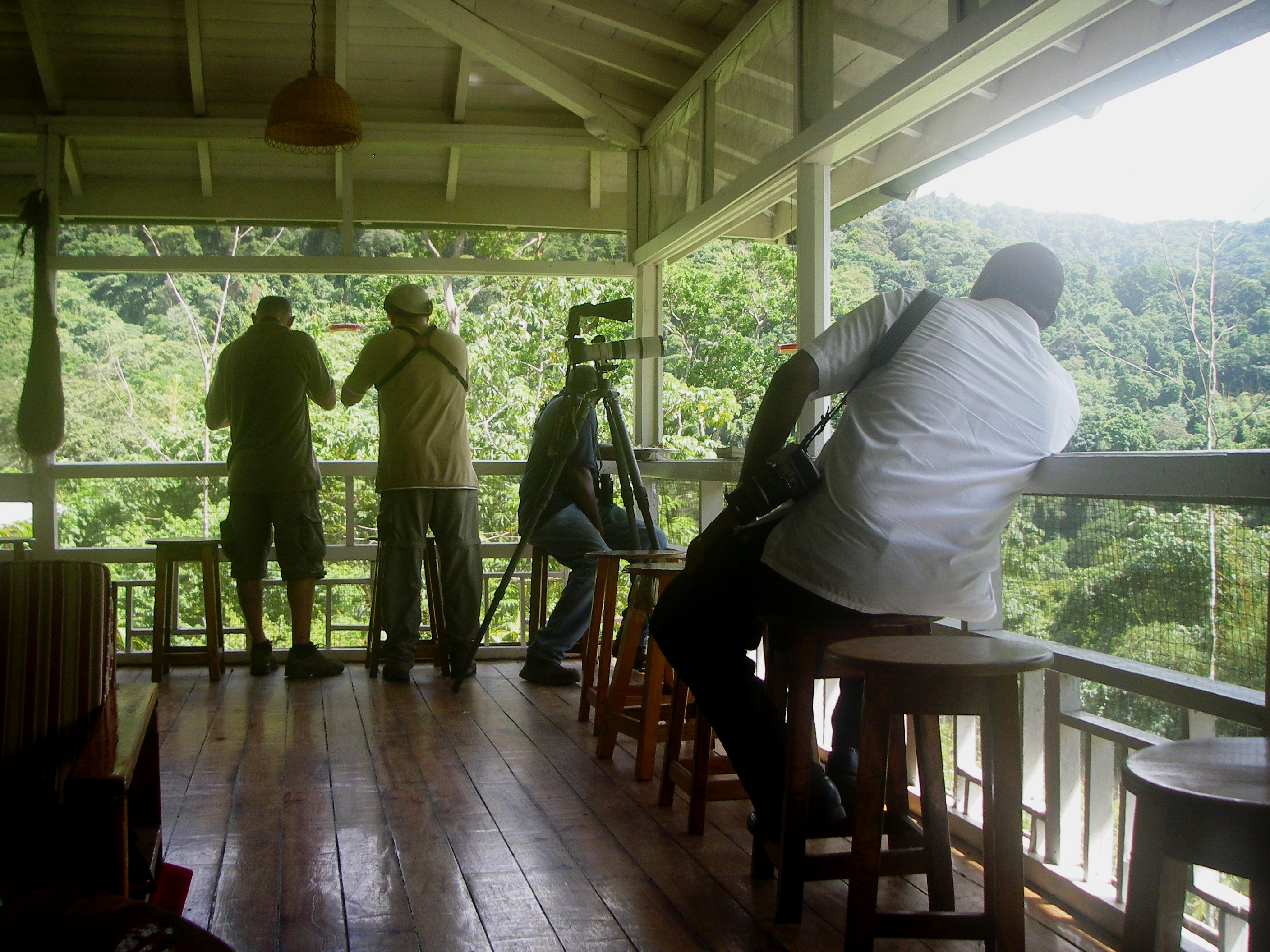
Besucherzentrum des Asa Wright Nature Centre

Das Asa Wright Nature Centre ist eine Kombination aus Forschungsstation und Resort im Tal von Arima in Trinidad und Tobago. Benannt ist das Zentrum nach Asa Wright, einer ehemaligen Eigentümerin des Geländes.

## Geschichte
Das Gelände des AWNC war früher eine Plantage namens Spring Hill Plantation. 1936 befand sie sich auf Grund von Steuerschulden des Voreigentümers im Eigentum der Kolonialmacht Großbritannien, als sie vom US-amerikanischen Ehepaar Joseph und Helen Bruce-Holmes erworben wurde. Das Paar nahm einige Renovierungsarbeiten vor, kehrte aber nach dem Zweiten Weltkrieg in die USA zurück und verkaufte das Gelände schließlich 1949 an das britisch-isländische Ehepaar Newcombe und Asa Wright. Etwa zur gleichen Zeit erwarb der US-amerikanische Biologe Charles William Beebe die angrenzende Plantage Verdant Vale, da seine ursprüngliche Forschungsstation auf den Bermudas im Zweiten Weltkrieg in einen Luftwaffenstützpunkt umgewandelt worden war. Beebe benannte die Plantage in Simla um, ein alter Name der indischen Stadt Shimla. Die beiden benachbarten Plantage dienten ursprünglich dem Kakaoanbau, verfügten jedoch über große Flächen unberührten Regenwaldes.
In den 1950er- und 1960er-Jahren waren viele bekannte Ornithologen bei den Wrights zu Gast, u. a. David und Barbara Snow. Das Anwesen war eine gute Basis für Vogelbeobachtungen von z. B. dem seltenen Fettschwalm in der nahegelegenen Dunston-Höhle sowie unzähligen Kolibri- und Schnurrvögel-Arten. 1962 starb William Beebe, 1967 Newcombe Wright. Nachfolgend wurde der Privatbesitz durch Initiative einiger Ornithologen (u. a. Don Richard Eckelberry (1921–2001) und Erma Fisk) in eine gemeinnützige Stiftung überführt und das Gelände in Asa Wright Nature Centre umbenannt. Stiftungszweck war eine Bewahrung des AWNC als öffentliches Naherholungsgebiet, ornithologisches Studienzentrum und Zentrum für die Bewahrung von Flora und Fauna im Arima Valley. Asa Wright wohnte weiterhin auf der Plantage, starb aber 1971. 1974 wurde die Nachbarplantage Simla in die Stiftung überführt. 2001 wurde das angrenzende Rapsey Estate angekauft. Damit hat das AWNC mittlerweile eine Ausdehnung von über 500 Hektar. 2009 war das Zentrum Teil des Ausflugsprogramms der Ehepartner der im Rahmen des 5. Amerika-Gipfels in Port of Spain weilenden Staats- und Regierungschefs.
Bedroht ist das Asa Wright Nature Centre durch Steinbrüche der staatlichen National Quarries Ltd (NQL), die immer näher an das Gelände heranrücken.
Bedingt durch die weltweit grassierende COVID-19-Pandemie musste das Besucherzentrum im März 2020 schließen. Nachdem fast ein Jahr lang keine Einnahmen durch Besucher generiert werden konnten, stellte das Besucherzentrum im Februar 2021 den Betrieb ein. Im Dezember 2021 wurde eine Übernahme des Besucherzentrums durch den trinidadischen Mischkonzern HADCO verkündet. Das Asa Wright Centre kümmert sich weiterhin um Schutz und Erforschung des Arima Valley und um seine Bildungsangebote.
Im ersten Halbjahr 2023 wurde das Asa Wright Nature Centre schrittweise wiedereröffnet. HADCO hatte 1,4 Millionen Dollar in die Renovierung des Besucherzentrums investiert, die Preise für Tageskarten aber um über 800 % erhöht, was zu harscher Kritik in den Medien führte. Der Trinidad Express warf die Frage auf, ob das Asa Wright Nature Centre mit der neuen Preisstruktur noch eine Relevanz für die Bevölkerung habe.

## Einrichtungen

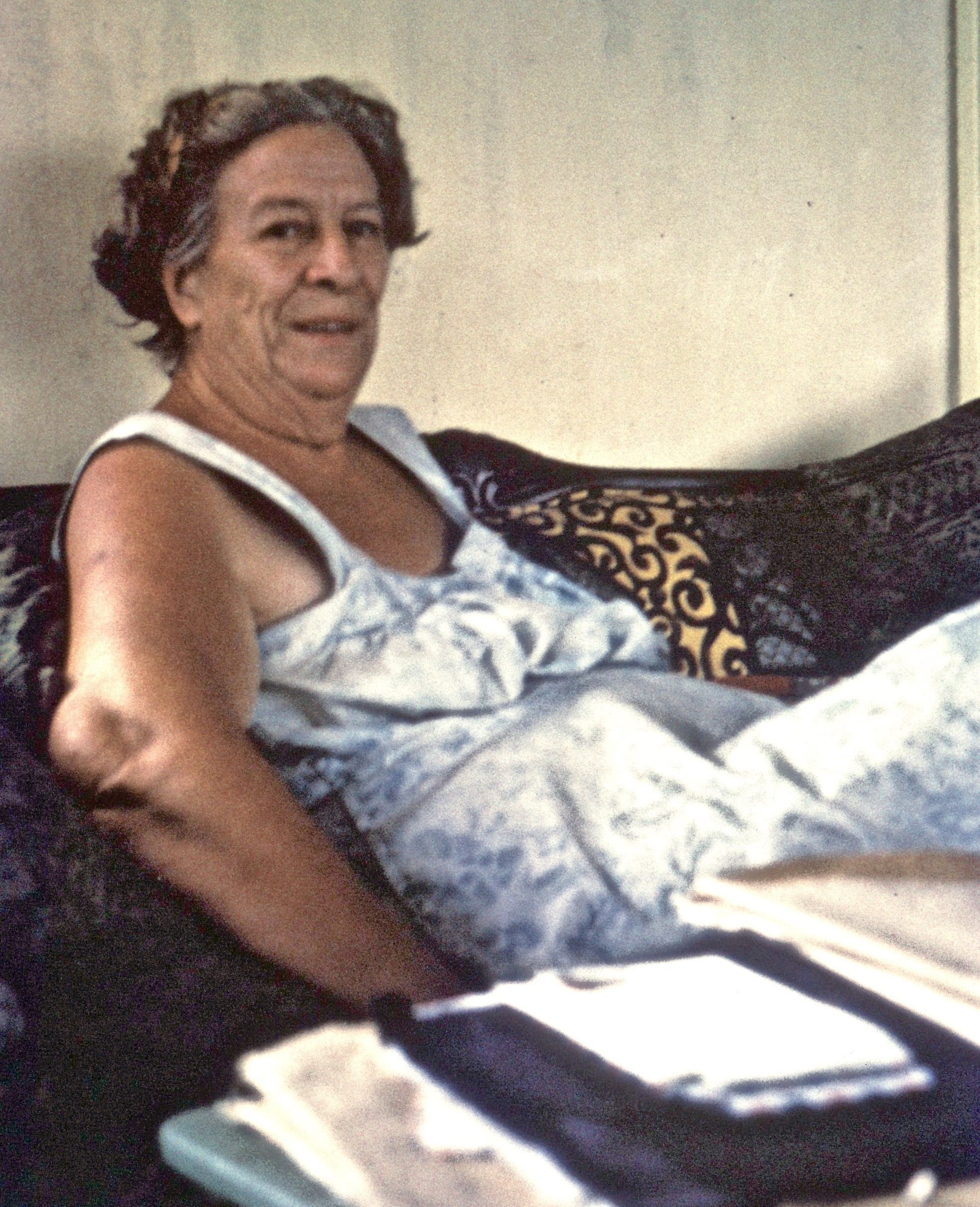
Asa Wright (1963)

Das AWNC liegt auf etwa 370 Höhenmetern innerhalb der Northern Range und ist von dichtem Bergnebelwald umgeben. Flora und Fauna sind vielfältig. So wurden auf dem Gelände 97 Säugetierarten gezählt, 400 Vogel-, 55 Reptilien-, 25 Amphibien- und 617 Schmetterlingsarten sowie 2200 verschiedene Blumen. Diese Biodiversität ist einzigartig in der Karibik. In Sichtweite des Haupthauses sind Futterplätze mit Obst und Brot für Vögel aufgestellt, die morgens auch von Fledermäusen genutzt werden. Herunterfallende Brocken werden von Goldtejus und Goldagutis erbeutet. Ergänzt werden die Futterplätze durch Nektarspender, die Kolibris anlocken. Botanische Lehrpfade führen durch das weitläufige Gelände, geführte Wanderungen wurden für tagsüber und nachts angeboten. Im Haupthaus fanden Filmvorführungen und Vorträge statt, dort gibt es außerdem eine umfangreiche Bibliothek. Besucher konnten in Bungalows übernachten. 2019 verzeichnete das Zentrum gut 1200 Übernachtungsgäste.

## Programme
Stand Mitte 2025 läuft nur ein Programm zum Monitoring der Fettschwalm-Population im Arima-Tal. In der Vergangenheit liefen weitere Programme:
- Katalogisierung der Flora und Fauna rund um den Cerro del Aripo
- Abgleich der Flora und Fauna im Arima-Tal mit der vor 50 Jahren
- Wiederansiedlung des Roten Brüllaffen im Arima-Tal
- Wiederherstellung und Beobachtung natürlicher Lebensräume

2024 bot das Zentrum halbtägige Lehrkurse für Kinder in den Schulferien an.